# Courtland (Alabama)
Courtland é uma cidade  localizada no estado americano do Alabama, no Condado de Lawrence.

## Demografia
Segundo o censo americano de 2000, a sua população era de 769 habitantes.
Em 2006, foi estimada uma população de 761, um decréscimo de 8 (-1.0%).

## Geografia
De acordo com o United States Census Bureau, a localidade tem uma área de 6,0 km², sem área coberta por água. Courtland localiza-se a aproximadamente 182 m acima do nível do mar.

## Localidades na vizinhança
O diagrama seguinte representa as localidades num raio de 24 km ao redor de Courtland.